# 柴达木循环经济试验区
青海省柴达木循环经济试验区是遵循《循环经济促进法》的中国国家级首批13个循环经济产业试点园区之一。规划面积25.6万平方公里。盐湖化工、油气化工、有色金属、煤化工、新材料、新能源、特色生物等七大产业。

## 组织架构
海西州委与柴达木循环经济试验区党工委、海西州政府与柴达木循环经济试验区管委会、海西州政府职能部门与柴达木循环经济试验区管委会职能部门之间的联席会议制度，以联席会议制度为导向，明确职责分工、做好顶层设计、完善决策程序。相关领导交叉任职，在海西州政府相关职能部门挂柴达木循环经济试验区管委会职能部门牌子。
- 柴达木循环经济试验区党工委
  - 书记：海西州委书记兼
  - 常务副书记：
  - 专职副书记：
  - 委员：
- 柴达木循环经济试验区管委会：受省政府委托和授权，行使与试验区循环经济和工业工作相关产业布局、规划实施、项目审批、招商引资和经济运行等省一级管理权限[3]
  - 主任：海西州长兼
  - 常务副主任：
  - 副主任：
  - 专职副主任：
- 格尔木循环经济工业园：总规划面积92.67平方公里
  - 盐湖化工循环经济区规划面积约60平方公里
    - 察尔汗盐湖项目区规划建设用地约14平方公里
    - 团结湖项目区规划建设用地约40平方公里
    - 东西台吉乃尔湖项目区规划建设用地约6平方公里

  - 石油化工循环经济区规划面积14.18平方公里
  - 有色金属工业循环经济区规划面积18.49平方公里
- 德令哈循环经济工业园：位于市区以南。近期规划占地面积约16.5平方公里，远景用地面积规模达到56平方公里。
  - 纯碱循环经济产业区近期占地7.3平方公里
  - 氯碱循环经济产业区近期占地9.2平方公里
- 大柴旦循环经济工业园：规划面积34.6平方公里
  - 锡铁山铅锌尾渣与盐湖资源综合利用精细化工产业区
  - 饮马峡盐湖化工与煤炭资源清洁利用产业区
  - 大柴旦盐化产业区
- 乌兰工循环经济工业园：近期规划面积4平方公里，远期规划面积10.5平方公里。主要利用木里煤田丰富的焦煤资源，煤炭深加工和综合利用，构建煤—焦—化一体化产业链，发展煤焦油、苯等精细化工产品、焦炉气甲醇及甲醇下游系列产品。
- 冷湖工业园：2019年10月18日工业园党委、管委会正式揭牌。
- 青海柴达木融资担保有限责任公司：2012年3月30日在海西蒙古族藏族自治州市场监督管理局登记成立。是由柴达木循环经济试验区管委会、海西州发展投资有限责任公司、德令哈市城乡投资控股有限公司共同出资成立的自主经营、自负盈亏、自担风险、自我约束的法人实体，注册资本3.65亿元人民币，主要是在确保担保资金安全运行的基础上，依照柴达木循环经济试验区经济发展规划和企业发展的要求，为符合担保条件的各种所有制企业提供融资担保和相关配套服务，包括贷款担保、票据承兑担保、贸易融资担保、项目融资担保、信用证担保和其他融资性担保业务，兼营诉讼保全担保，投保担保、预付款担保、工程履约担保等履约担保业务，与担保业务有关的融资咨询、财务顾问等中介服务，以及为其他融资性担保公司的担保责任提供再担保和办理债券发行担保，以自有资金进行投资和监管部门规定的其他业务。[4]
- 青海柴达木开发建设投资有限公司：2011年12月9日在海西蒙古族藏族自治州市场监督管理局登记成立。是经青海省人民政府授权，由柴达木循环经济试验区管委会依法出资组建的国有独资公司，注册资本10亿元人民币，主要来源为海西州政府对试验区的资金投入及柴达木循环经济专项资金投入，以及拟逐步注入的试验区工业园可开发土地、矿产资源等实物性资产。利用各种渠道和方式进行融资，承担试验区工业园基础设施建设、战略性资源项目的开发投资，组织实施省政府及试验区管委会授权交办的重大项目，开展试验区循环经济项目的招商引资、战略合作等。经营范围包括：试验区内的土地开发经营；基础设施及公共设施建设；试验区内矿产资源投资和生态环境治理；构建试验区企业融资平台并对区内项目进行投资和开展融资服务；开展经济技术合作；房地产开发、房屋土地租赁；受托管理和经营国有资产等。[4]
- 木里煤田管理局 （副厅级）：木里煤田东西长50公里，南北宽8公里，总面积约400平方公里，平均海拔4000米以上。目前，已探明煤炭地质储量31.4亿吨。主要为炼焦用煤。由江仓、聚乎更、弧山、哆嗦贡玛四个矿区组成，划分8个井田、6个勘查区。聚乎更矿区由4块井田、2个堪察区组成，聚乎更一井田是其中面积最大、储量最多的井田，焦煤储量近4亿吨。现有开采井田3家，分别为聚乎更三号井、聚乎更四号井和聚乎更五号井；江仓矿区开采井田4家、堪察区2个，分别为江仓一号井、二号井、四号井和五号井。2011年1月5日，国家发展改革委批复了木里矿区总体规划。2011年2月12日，环保部批准了规划环评报告。
  - 木里煤田矿区综合执法大队[5]
  - 青海省木里煤业开发集团有限公司：2010年11月，青海省政府组织发批复，由青海省国有资产投资管理有限公司出资组建，作为木里矿区总体规划范围内唯一开发主体。为木里煤田第一轮煤炭资源整合松散型公司。2011年4月3日，青海省政府领导组织召开木里煤田矿区总体规划实施启动大会，明确提出要按照“一个矿区一个开发主体”，坚持尊重历史、分步实施、兼顾各方利益与促进矿区长远发展，充分照顾已有开发企业利益的原则。
  - 青海天木能源集团有限公司：为木里煤田第二轮煤炭资源整合松散型公司。2008年10月30日在青海省工商行政管理局登记成立。
  - 青海矿业集团股份有限公司：为木里煤田第三轮煤炭资源整合松散型公司。2012年1月19日在青海省工商行政管理局登记成立。
  - 青海兴青工贸工程集团有限公司及其全资子公司青海兴青天峻能源集团有限公司
  - 青海庆华集团木里煤矿：2003年，青海庆华集团进驻木里煤田聚乎更矿区，投资近3亿元建成了青海省最大的露天煤矿
  - 河南能化集团青海义海能源公司木里煤矿（天峻义海能源煤炭经营有限公司）：“是木里煤田唯一一家证照齐全的煤矿”[6]。其上级公司为河南能源集团与位于河南义马市的义煤公司。为国企。
  - 青海奥凯煤业发展集团有限公司：木里江仓煤田一号井田
  - 青海焦煤产业集团有限公司：木里江仓煤田二号井田
  - 青海圣雄矿业有限公司：木里江仓煤田五号井田
  - 青海中地矿资源开发有限公司(为中国五矿全资子公司）：木里江仓煤田六号井田
  - 中奥能源发展有限公司：2006年6月成立。按照《木里煤田江仓矿区整合实施方案》要求，参股企业将其所占资源折价后全部划入中奥公司。[7]
  - 西部矿业集团子公司大美煤业在哆嗦贡玛勘查区
  - 2014年8月，青海省已对离祁连山自然保护区最近的弧山堪察区全面封闭保护，没有企业进驻。

## 历史
2005年10月，被国家发改委、国家环保总局、科技部、财政部、商务部、国家统计局等六部委列为国家首批13个循环经济试点产业园区之一。
2010年3月，国务院批复《青海省柴达木循环经济试验区总体规划》。
2011年3月5日，海西州委、州政府和柴达木循环经济试验区党工委、管委会共同召开工作会议，安排部署2011年试验区建设工作。以此次会议的召开为标志，柴达木循环经济试验区党工委和管委会工作机构正式进入运行。